# Henrik Stenson
Henrik Stenson (Gotemburgo, 5 de abril de 1976) é um golfista profissional sueco.

## Carreira

### Rio 2016
Henrik disputou os Jogos Olímpicos de Verão de 2016, terminando em 2º lugar na modalidade de tacadas individual masculina, e ganhando uma medalha de prata. 